# ویل کوادفلیگ
ویل کوادفلیگ (آلمانی: Will Quadflieg; ۱۵ سپتامبر ۱۹۱۴ – ۲۷ نوامبر ۲۰۰۳) بازیگر اهل آلمان بود.
از فیلم‌ها یا برنامه‌های تلویزیونی که وی در آن نقش داشته‌است می‌توان به قلب ملکه، فاوست و سرنوشت اشاره کرد.